# 菅谷哲也
菅谷 哲也（すがや てつや、1993年7月28日 - ）は、日本の俳優、タレント。身長168cm。千葉県旭市出身。東京学館高等学校卒業。グラフィティから2017年10月にエヴァーグリーン・エンタテイメントに移籍。2020年8月24日付でフリーランスに転身。その後、同年12月からA-Lightに所属。
血液型はB型。愛称は「てっちゃん」、「てつ」。2012年10月12日から毎週月曜日に放送されていたリアリティ番組『テラスハウス』（フジテレビ）にレギュラー出演。

## 略歴

### 読者モデル
2011年、高校2年の冬休みに東京に遊びにきたときに、雑誌の編集部にスカウトされた。当時の付き合っていた彼女と一緒に2万円のお年玉を手にキディランドへおもちゃを買いに行く途中だった。その後、『HR』で読者モデル活動を始め、坊主キャラ高校生として人気を博し、雑誌の表紙も飾った。

### テレビ出演
2012年10月から放送のフジテレビジョン『テラスハウス』のレギュラーメンバー。当時の6人の初期メンバーの最年少。番組スタート当時は消防士志望であったが、消防士試験に落ち、悩みながら言えずにいた俳優の夢を追いかけることを告白。俳優活動をスタートさせる。

## 人物

### エピソード
- 好物はBeef[2]。
- テラスハウスメンバーの今井華とはプライベートでも仲が良い。[3]
- 2013年3月8日放送当時に気になっていた今井華から「私たちってブラザーじゃないの？」と聞かれたところ「ブラザーって男と男じゃん、でも、オレにとって華は女なんだよ」という回答をした[4]。
- 小学校から高校までずっとサッカー少年だった。やっていたポジションはサイドハーフ。

### 外見
- 身長168cm。足のサイズ25.5cm
- 犬顔ということで、雑誌の取材ではよく柴犬と共演する機会がある。

### 性格
- 『テラスハウス』卒業メンバーの島袋聖南とちゃんもも◎へのインタビューでは「テラスハウスの癒しキャラ」「気分屋でカワイイくてしょうがない弟みたいな存在」「見てて微笑ましくなって、いとおしい」「てつがいるだけで、自分も頑張ろうと思える」とコメントされている[5][6]。

### 趣向
- THE BLUE HEARTSやTHEE MICHELLE GUN ELEPHANTなど、世代より上の音楽を好んで聴いている。
- 憧れの俳優は寺島進、柄本明、新井浩文、妻夫木聡。
- 好きなものはサーフィン、サッカー、スケボー、ジブリ、ディズニー、肉、グラタン（得意料理でもある[7]）、シチューなど。

## 出演

### テレビドラマ
- ビブリア古書堂の事件手帖 第5話（2013年2月11日、フジテレビ）
- ラスト♡シンデレラ 第9・最終話（2013年6月6日・6月20日、フジテレビ） - タケル 役
- 僕らはみんな死んでいる♪ 第27話（2014年1月14日、NOTTV） - 涼太 役
- 私の嫌いな探偵 第2話（2014年1月24日、テレビ朝日） - 宅ちゃん 役
- 世にも奇妙な物語 '14春の特別編「墓友」（2014年4月5日、フジテレビ） - 工事作業員 役
- ビンタ!〜弁護士事務員ミノワが愛で解決します〜 第4話（2014年10月23日、読売テレビ） - 増田亮太役
- 恋愛あるある。「社内恋愛あるある」（2015年6月24日、フジテレビ）
- 99.9-刑事専門弁護士- 第6話（2016年5月22日、TBS） - 真島博之 役
- ラブラブエイリアン 第1・14話（2016年7月14日・8月18日、フジテレビ） - 石川和志 役[8][9]
- あの日の君に、 （2016年8月18日、BSスカパー!） - 雅喜 役
- 動物戦隊ジュウオウジャー 第26話 (2016年8月21日、テレビ朝日) - 林ダイチ 役
- 陸王 第6話（2017年11月26日、TBS）- 彦田知治 役[10]
- ラブラブエイリアン2 第9・16話（2018年2月20日・3月13日、フジテレビ） - 石川和志 役
- 下町ロケット（2018年10月 - 12月、TBS） - 上島友之 役
- Back Street Girls -ゴクドルズ-（2019年2月18日 - 3月25日、毎日放送） - 木村 役
- やすらぎの刻〜道（2019年 - 2020年、テレビ朝日） - 根来翔 役

#### WEBドラマ
- 恋なんて気にしてなんかいられないっ!!（2014年10月28日、YouTube、GYAO!） - 主演
- テラフォーマーズ/新たなる希望（2016年4月24日、dTV） - 小池昇 役

### 映画
- ハダカの美奈子（2013年11月9日） - シオン 役
- TOKYO TRIBE（2014年8月30日）
- テラスハウス クロージング・ドア（2015年2月14日）
- テラスハウス クロージング・ドア 禁断の副音声版（2015年5月16日）
- 脳漿炸裂ガール（2015年7月25日） - 古寺正義 役
- 不能犯（2018年2月1日） - 若松亮平 役
- ふたつの昨日と僕の未来（2018年11月7日） - 白石良介 役[11]
- BACK STREET GIRLS -ゴクドルズ-（2019年2月9日） - 木村 役
- いけいけ!バカオンナ（2020年7月31日）

### テレビ番組
- テラスハウス（2012年10月12日 - 2014年9月29日、フジテレビ、レギュラー出演）
- 新・皇室入門（2013年12月25日、フジテレビ、レギュラー出演）
- 世界の危険すぎる道（2014年12月27日、TBS、バングラデシュでロケ）
- 全世界極限サバイバル（2015年4月7日、砂漠でサバイバル）
- ザ・ノンフィクション「ザ・ノンフィクション　上京物語2015 〜仲間〜」（2015年12月6日、フジテレビ） - ナレーション[12]

### 舞台
- ティーチャー（2013年7月19日 - 7月28日、シアターグリーン）
- 心は孤独なアトム（2014年2月5日 - 2月9日、シアターグリーン）
- タンブリング FINAL（2014年6月7日、6月8日、7月16日、7月21日、横浜・東京）
- 舞台版『ロードス島戦記』（2017年1月、紀伊國屋サザンシアター） - 主演・パーン 役
- 肩を上げろ!（2024年3月20日 - 24日、赤坂RED/THEATER）[13]

### CM
- サントリーフーズ BOSSレインボーマウンテン「用具係」篇（2014年4月22日 - ）
- メルカリ フリマアプリ「mercari」
- 三井住友海上火災保険 「はじめての自動車保険」「1DAY保険」（2015年）[14]

### イベント
- TOKYO GIRLS COLLECTION（2014年3月1日、国立代々木競技場第一体育館）
- 第4回東京ボーイズコレクション（2014年3月15日、赤坂BLITZ）

### PV
- 乃木坂46「ガールズルール」（2013年）
- SoulJa×KenJi03「雨のち晴れ collaboration with 菅谷哲也」（2013年）
- PLAYEST「この道の先で」（2013年）
- PLAYEST「桜咲く頃」（2014年）
- INFINITE「24時間」（2015年）

### 雑誌
- HR（グラフィティ、2011年3・4月号 - 2012年3・4月号）専属

### ラジオ
- てつやがきくから （2014年10月5日 - 2015年9月27日、TOKYO FM）- パーソナリティー[15]

## 書籍

### 写真集
- 1st写真集『てついじり』（2013年12月14日）
- 2nd写真集『LIFE-SIZE』（2015年7月24日）